# توپولف آی-۱۲
توپولف آی-۱۲ (به انگلیسی: Tupolev I-12) یک هواگرد ساختِ کارخانهٔ توپولف در کشور اتحاد جماهیر سوسیالیستی شوروی است. این هواگرد برای نخستین بار در ۱۹۳۱ میلادی مورد استفاده قرار گرفت.